# Indomalaya

Khu vực sinh thái Ấn – Mã

Khu vực sinh thái Ấn – Mã hay khu vực sinh thái Đông Dương (tiếng Anh: Indomalayan realm) là một trong tám khu vực sinh thái. Nó trải dài trên hầu hết Nam Á và Đông Nam Á và vào các phần phía nam của Đông Á.
Khu vực sinh thái này trải rộng từ khu vực Makran ở miền nam Pakistan qua tiểu lục địa Ấn Độ và Đông Nam Á tới các vùng đất thấp ở miền nam Trung Quốc, và qua Indonesia tới Java, Bali và Borneo, phía đông của nó nằm trên đường Wallace, ranh giới sinh thái được đặt theo tên của Alfred Russel Wallace, là người đã tách khu sinh thái Ấn – Mã này ra khỏi khu sinh thái Australasia. Khu vực sinh thái này còn bao gồm cả Philippines, vùng đất thấp của Đài Loan và quần đảo Lưu Cầu của Nhật Bản.
Phần lớn khu sinh thái Ấn – Mã nguyên thủy được che phủ bởi rừng, chủ yếu là các rừng ẩm ướt lá bản rộng nhiệt đới và cận nhiệt đới, trong đó rừng khô lá bản rộng nhiệt đới và cận nhiệt đới chiếm đa số ở Ấn Độ và một phần của Đông Nam Á. Các rừng ẩm nhiệt đới của Indomalaya chủ yếu là các loài cây thuộc họ Dầu (Dipterocarpaceae).
Malesia là một tiểu khu vực thực vật nằm trên ranh giới giữa khu sinh thái Ấn – Mã và Australasia. Nó bao gồm cả bán đảo Mã Lai và các đảo miền tây Indonesia (gọi là Sundaland), Philippines, các đảo miền đông Indonesia và New Guinea. Trong khi khu vực này có nhiều điểm chung về hệ thực vật với cả khu sinh thái Ấn – Mã thì lại rất khác về hệ động vật; Sundaland chia sẻ hệ động vật với châu Á đại lục, trong khi các đảo phía đông của đường Wallace hoặc là không có các động vật có vú như đất liền hoặc là quê hương của các động vật đất liền có nguồn gốc từ Úc, bao gồm cả các loài thú có túi và các loài chim thuộc bộ chim chạy.
Một trong các bộ động vật có vú, bộ Cánh da (Dermoptera), là đặc hữu của khu vực sinh thái này, cũng như các họ Đồi (Tupaiidae, thuộc bộ Nhiều răng (Scandentia)) và Vượn (Hylobatidae, thuộc bộ Linh trưởng (Primates)). Các loài động vật có vú lớn đặc trưng cho khu sinh thái Ấn – Mã bao gồm báo hoa mai, hổ, trâu, voi châu Á, tê giác Ấn Độ, tê giác Java, heo vòi Mã Lai, vượn người, vượn và vượn Tarsius (cận bộ Tarsiiformes).
Khu sinh thái Ấn – Mã có ba họ chim đặc hữu, là các họ Chim xanh (Irenidae), họ Cu rốc (Megalaimidae) và Rhabdornithidae (sẻ Philippines). Các loài gà lôi (họ Phasianidae), chim đuôi cụt (họ Pittidae), khướu (họ Timaliidae) và chim sâu (họ Dicaeidae) cũng là đặc trưng của khu vực sinh thái này.
Hệ thực vật của khu sinh thái Ấn – Mã là sự hỗn hợp các thành phần từ các siêu lục địa cổ là Laurasia và Gondwana. Các thành phần thuộc Gondwana được đưa tới từ Ấn Độ, khi tiểu lục địa này tách ra khỏi Gondwana khoảng 90 triệu năm trước, mang theo cùng với nó các hệ thực – động vật có nguồn gốc Gondwana về phía bắc, trong đó bao gồm cả cá rô phi (Cichlidae) và các họ thực vật có hoa như họ Lôi (Crypteroniaceae) và có thể là cả họ Dầu (Dipterocarpaceae). Tiểu lục địa này va chạm với châu Á khoảng 30-45 triệu năm trước và dẫn tới sự trao đổi các loài. Muộn hơn, khi mảng kiến tạo Úc – New Guinea trôi dạt về phía bắc, sự va chạm giữa các mảng kiến tạo Úc và châu Á đã làm nổi lên các đảo Wallacea, cách biệt với nhau chỉ bằng các eo biển hẹp, cho phép có sự trao đổi thực vật giữa khu sinh thái Ấn – Mã và Australasia. Các loài thực vật rừng mưa châu Á khi đó như các loài dầu, vượt qua Wallacea tới New Guinea, và một số loài trong các họ thực vật của Gondwana, bao gồm kim giao (họ Podocarpaceae) và bách tán (chi Araucaria), đã từ Úc – New Guinea chuyển sang phía tây vào miền tây Malesia và Đông Nam Á.

## Khu vực sinh thái đất liền
| Rừng ẩm lá rộng nhiệt đới và cận nhiệt đới khu vực sinh thái Ấn – Mã |                                                                       |
| Rừng mưa quần đảo Andaman                                            | Ấn Độ                                                                 |
| Rừng mưa đất thấp Borneo                                             | Indonesia, Malaysia                                                   |
| Rừng mưa miền núi Borneo                                             | Indonesia, Malaysia                                                   |
| Rừng đầm than bùn Borneo                                             | Indonesia, Malaysia                                                   |
| Rừng bán thường xanh lưu vực Brahmaputra                             | Ấn Độ                                                                 |
| Rừng mưa miền núi Cardamom                                           | Campuchia, Thái Lan, Việt Nam                                         |
| Rừng đầm nước ngọt Chao Phraya                                       | Thái Lan                                                              |
| Rừng lá sớm rụng đất thấp ẩm Chao Phraya                             | Thái Lan                                                              |
| Rừng miền núi Chin Hills-Arakan Yoma                                 | Ấn Độ, Myanmar                                                        |
| Rừng nhiệt đới quần đảo Christmas và Cocos                           | Úc                                                                    |
| Rừng lá sớm rụng đất cao ẩm miền đông                                | Ấn Độ                                                                 |
| Rừng mưa miền núi đông Java-Bali                                     | Indonesia                                                             |
| Rừng mưa đông Java-Bali                                              | Indonesia                                                             |
| Rừng mưa Đại Negros-Panay                                            | Philippines                                                           |
| Rừng mưa gió mùa đảo Hải Nam                                         | Trung Quốc                                                            |
| Rừng lá rộng cận nhiệt đới Himalaya                                  | Bhutan, Ấn Độ, Nepal                                                  |
| Rừng đầm nước ngọt Irrawaddy                                         | Myanmar                                                               |
| Rừng ẩm lá sớm rụng Irrawaddy                                        | Myanmar                                                               |
| Rừng thường xanh cận nhiệt đới Jian Nan                              | Trung Quốc                                                            |
| Rừng mưa miền núi Kayah-Karen                                        | Myanmar, Thái Lan                                                     |
| Rừng ẩm lá sớm rụng đồng bằng hạ lưu sông Hằng                       | Bangladesh, Ấn Độ                                                     |
| Rừng mưa miền núi Luang Prabang                                      | Lào                                                                   |
| Rừng mưa miền núi Luzon                                              | Philippines                                                           |
| Rừng mưa Luzon                                                       | Philippines                                                           |
| Rừng ẩm ven biển Malabar                                             | Ấn Độ                                                                 |
| Rừng ẩm nhiệt đới quần đảo Maldives-Lakshadweep-Chagos               | Lãnh thổ Ấn Độ Dương thuộc Anh, Ấn Độ, Maldives                       |
| Rừng cận nhiệt đới Meghalaya                                         | Ấn Độ                                                                 |
| Rừng mưa quần đảo Mentawai                                           | Indonesia                                                             |
| Rừng mưa miền núi Mindanao                                           | Philippines                                                           |
| Rừng mưa Visayas miền đông Mindanao                                  | Philippines                                                           |
| Rừng mưa Mindoro                                                     | Philippines                                                           |
| Rừng mưa Mizoram-Manipur-Kachin                                      | Bangladesh, Ấn Độ, Myanmar                                            |
| Rừng mưa ven biển Myanmar                                            | Myanmar                                                               |
| Rừng thường xanh cận nhiệt đới quần đảo Nam Tây                      | Nhật Bản                                                              |
| Rừng mưa quần đảo Nicobar                                            | Ấn Độ                                                                 |
| Rừng ẩm lá sớm rụng tây bắc Ghats                                    | Ấn Độ                                                                 |
| Rừng mưa miền núi tây bắc Ghats                                      | Ấn Độ                                                                 |
| Rừng mưa bắc Đông Dương                                              | Lào, Việt Nam                                                         |
| Rừng cận nhiệt đới bắc Đông Dương                                    | Trung Quốc, Lào, Myanmar, Thái Lan, Việt Nam                          |
| Rừng ẩm lá sớm rụng cao nguyên bắc Khorat                            | Lào, Thái Lan                                                         |
| Rừng ẩm lá sớm rụng bắc Thái Lan-Lào                                 | Lào, Thái Lan                                                         |
| Rừng cận nhiệt đới tam giác bắc                                      | Myanmar                                                               |
| Rừng mưa đất thấp Bắc Bộ                                             | Việt Nam                                                              |
| Rừng bán thường xanh Orissa                                          | Ấn Độ                                                                 |
| Rừng mưa Palawan                                                     | Philippines                                                           |
| Rừng mưa miền núi bán đảo Mã Lai                                     | Malaysia, Thái Lan                                                    |
| Rừng đầm than bùn bán đảo Mã Lai                                     | Malaysia, Thái Lan                                                    |
| Rừng mưa bán đảo Mã Lai                                              | Indonesia, Malaysia                                                   |
| Rừng đầm nước ngọt sông Hồng                                         | Việt Nam                                                              |
| Các quần đảo biển Đông                                               | tranh chấp giữa Trung Quốc, Malaysia, Philippines, Đài Loan, Việt Nam |
| Rừng thường xanh cận nhiệt đới nam Trung Hoa-Việt Nam                | Trung Quốc, Việt Nam                                                  |
| Rừng mưa gió mùa nam Đài Loan                                        | Đài Loan                                                              |
| Rừng ẩm lá sớm rụng tây nam Ghats                                    | Ấn Độ                                                                 |
| Rừng mưa miền núi tây nam Ghats                                      | Ấn Độ                                                                 |
| Rừng mưa miền núi nam Đông Dương                                     | Campuchia, Lào, Việt Nam                                              |
| Rừng đầm nước ngọt tây nam Borneo                                    | Indonesia                                                             |
| Rừng mưa đất thấp Sri Lanka                                          | Sri Lanka                                                             |
| Rừng mưa miền núi Sri Lanka                                          | Sri Lanka                                                             |
| Rừng mưa quần đảo Sulu                                               | Philippines                                                           |
| Rừng đầm nước ngọt Sumatra                                           | Indonesia                                                             |
| Rừng mưa đất thấp Sumatra                                            | Indonesia                                                             |
| Rừng mưa miền núi Sumatra                                            | Indonesia                                                             |
| Rừng đầm than bùn Sumatra                                            | Indonesia                                                             |
| Rừng thạch nam Sundaland                                             | Indonesia                                                             |
| Rừng đầm nước ngọt Sundarbans                                        | Bangladesh, Ấn Độ                                                     |
| Rừng thường xanh cận nhiệt đới Đài Loan                              | Đài Loan                                                              |
| Rừng mưa bán thường xanh Tenasserim-nam Thái Lan                     | Malaysia, Myanmar, Thái Lan                                           |
| Rừng đầm nước ngọt Tonle Sap                                         | Campuchia, Việt Nam                                                   |
| Rừng đầm than bùn Tonle Sap-Mê Kông                                  | Campuchia, Việt Nam                                                   |
| Rừng ẩm lá sớm rụng đồng bằng thượng lưu sông Hằng                   | Ấn Độ                                                                 |
| Rừng mưa miền núi tây Java                                           | Indonesia                                                             |
| Rừng mưa tây Java                                                    | Indonesia                                                             |

| Rừng khô lá rộng nhiệt đới và cận nhiệt đới khu vực sinh thái Ấn – Mã |                                    |
| Rừng khô lá sớm rụng trung cao nguyên Deccan                          | Ấn Độ                              |
| Rừng khô trung Đông Dương                                             | Campuchia, Lào, Thái Lan, Việt Nam |
| Rừng khô lá sớm rụng Chota-Nagpur                                     | Ấn Độ                              |
| Rừng khô thường xanh đông Deccan                                      | Ấn Độ                              |
| Rừng khô Irrawaddy                                                    | Myanmar                            |
| Rừng khô lá sớm rụng Kathiarbar-Gir                                   | Ấn Độ                              |
| Rừng khô lá sớm rụng lưu vực Narmada                                  | Ấn Độ                              |
| Rừng khô lá sớm rụng bắc Ấn Độ                                        | Ấn Độ                              |
| Rừng khô lá sớm rụng nam cao nguyên Deccan                            | Ấn Độ                              |
| Rừng khô thường xanh đông nam Đông Dương                              | Campuchia, Lào, Thái Lan           |
| Rừng khô đất thấp nam Việt Nam                                        | Việt Nam                           |
| Rừng khô thường xanh Sri Lanka                                        | Sri Lanka                          |

| Rừng tùng bách nhiệt đới và cận nhiệt đới khu vực sinh thái Ấn – Mã |                                |
| Rừng thông cận nhiệt đới Himalaya                                   | Bhutan, Ấn Độ, Nepal, Pakistan |
| Rừng thông nhiệt đới Luzon                                          | Philippines                    |
| Rừng thông đông bắc Ấn Độ-Myanmar                                   | Ấn Độ, Myanmar                 |
| Rừng thông nhiệt đới Sumatra                                        | Indonesia                      |

| Rừng hỗn hợp và lá rộng ôn đới khu vực sinh thái Ấn – Mã |                        |
| Rừng lá rộng đông Himalaya                               | Bhutan, Ấn Độ, Nepal   |
| Rừng ôn đới tam giác bắc                                 | Myanmar                |
| Rừng lá rộng tây Himalaya                                | Ấn Độ, Nepal, Pakistan |

| Rừng tùng bách ôn đới khu vực sinh thái Ấn – Mã |                        |
| Rừng tùng bách cận núi cao đông Himalaya        | Bhutan, Ấn Độ, Nepal   |
| Rừng tùng bách cận núi cao tây Himalaya         | Ấn Độ, Nepal, Pakistan |

| Đồng cỏ, thảo nguyên, cây bụi nhiệt đới và ôn đới khu vực sinh thái Ấn – Mã |                      |
| Đồng cỏ và thảo nguyên Terai-Duar                                           | Bhutan, Ấn Độ, Nepal |

| Đồng cỏ thảo nguyên ngập lụt khu vực sinh thái Ấn – Mã |                 |
| Đầm lầy muối Kutch theo mùa                            | Ấn Độ, Pakistan |

| Đồng cỏ cây bụi miền núi khu vực sinh thái Ấn – Mã |          |
| Đồng cỏ miền núi cao Kinabalu                      | Malaysia |

| Cây bụi sa mạc và đất khô cằn khu vực sinh thái Ấn – Mã |                 |
| Rừng cây gai rậm Deccan                                 | Ấn Độ           |
| Sa mạc lưu vực sông Ấn                                  | Ấn Độ, Pakistan |
| Rừng cây gai rậm tây bắc                                | Ấn Độ, Pakistan |
| Sa mạc Thar                                             | Ấn Độ, Pakistan |

| Rừng đước khu vực sinh thái Ấn – Mã |                                         |
| Rừng đước Godavari-Krishna          | Ấn Độ                                   |
| Rừng đước Đông Dương                | Campuchia, Malaysia, Thái Lan, Việt Nam |
| Rừng đước sông Ấn                   | Pakistan                                |
| Rừng đước ven biển Myanmar          | Ấn Độ, Malaysia, Myanmar, Thái Lan      |
| Rừng đước vịnh Sunda                | Brunei, Indonesia, Malaysia             |
| Rừng đước Sundarbans                | Bangladesh, Ấn Độ                       |